# United States Army Sniper School
L'United States Army Sniper School est une école militaire de l'US Army, située dans la base de Fort Benning en Géorgie. Rattachée à la 197e brigade d'infanterie (en), elle assure la formation des tireurs d'élite et des snipers de l'armée américaine.
La première Sniper School est fondée en 1955 au Camp Perry (en) dans l'Ohio, mais supprimée en 1956. L'école actuelle a été créée en 1987.

## Missions
La Sniper School forme des soldats aux différentes composantes du métier de tireur d'élite : la gestion de l'équipement du sniper (en), le renseignement militaire, la tactique de combat et le tir. Les principales missions du tireur d'élite sont le tir de précision à longue distance, et la collecte et la transmission d'informations tactiques sur le théâtre d'opérations militaires. Les soldats sont également entraînés au camouflage grâce au port d'un ghillie suit.
Les recrues se sont longtemps entraînées au maniement du fusil M24, mais s'entraînent désormais avec des Barrett M82 et des M110 SASS. L'armée américaine a également fourni trois M2010 Enhanced Sniper Rifle (en) à ses snipers en janvier 2011.
La formation dispensée à l'école dure sept semaines et est ouverte aux soldats de métier, aux réservistes de l'US Army et de la Garde nationale. Cette dernière a fondé sa propre école de snipers en 1993 au Camp Robinson (Arkansas).